# Векше
Векше (швед. Växjö) град је у Шведској, у јужном делу државе. Град је у оквиру Крунубершког округа и његово је управно седиште и највећи град. Векше је истовремено и седиште истоимене општине.

## Природни услови
Векше се налази у јужном делу Шведске и Скандинавског полуострва. Од главног града државе, Стокхолма, град је удаљен 450 км југозападно. 
Рељеф: Векше се развио у шумовитом подручју јужне Скандинавије. Градско подручје је брежуљкасто, а надморска висина се креће око 170 м.
Клима у Векшеу је континентална утицај крајњих огранака Голфске струје. Стога су зиме блаже, а лета свежија у односу на дату географску ширину.
Воде: Векше је смештен у унутрашњости Шведске. Око града постоји низ мањих језера, од којих оно најближе градском језгру носи назив града. 

## Историја
Прво стално насеље на датом подручју јавља се у 12. веку, када се ту јавља и седиште епископије. Због значаја цркве насеље се брзо ширило и јачало, па је 1342. године добило градска права.
Векше је током 17. и 18. века задесило више пожара, због чега је град средином 19. века добио савремену ортогоналну уличну мрежу.
Нови процват Векше доживљава у другој половини 19. века са доласком индустрије и железнице. Ово благостање траје и дан-данас.

## Становништво
Векше је данас град средње величине за шведске услове. Град има око 61.000 становника (податак из 2010. г.), а градско подручје, тј. истоимена општина има око 84.000 становника (податак из 2010. г.). Последњих деценија број становника у граду брзо расте за месне услове.
До средине 20. века Векше су насељавали искључиво етнички Швеђани. Међутим, са јачањем усељавања у Шведску, становништво Векшеа је постало шароликије, али опет мање него у случају других већих градова у држави.

## Привреда
Данас је Векше савремени град са посебно развијеном индустријом. Последње две деценије посебно се развијају трговина, услуге и туризам.
Значајан ослонац привреди је и Линеов универзитет, који овде има седиште и највећи број факултета.

## Галерија
- Пешачка улица у старом делу Векшеа
- Градска саборна црква
- Линеов универзитет